# Bovezzo
Bovezzo là một đô thị trong tỉnh tỉnh Brescia thuộc vùng Lombardia, Ý. Đô thị này có diện tích 6,35 km², dân số 7508 người. Các đô thị giáp ranh gồm: Brescia, Concesio, Nave